# Xiruana affinis
Xiruana affinis là một loài nhện trong họ Anyphaenidae.
Loài này thuộc chi Xiruana. Xiruana affinis được Cândido Firmino de Mello-Leitão miêu tả năm 1922.